# Justin Lewis
Justin Lewis (ur. 12 kwietnia 2002 w Baltimore) – amerykański koszykarz, występujący na pozycji niskiego lub silnego skrzydłowego, od 2023 zawodnik Salt Lake City Stars.
W 2022 i 2023 reprezentował Chicago Bulls podczas rozgrywek letniej ligi NBA.
27 grudnia 2023 dołączył do Salt Lake City Stars.

## Osiągnięcia
Stan na 12 stycznia 2024, na podstawie, o ile nie zaznaczono inaczej.
NCAA
- Uczestnik rozgrywek turnieju NCAA (2022)
- Najlepszy rezerwowy konferencji Big East (2022)
- Zaliczony do I składu:
  - Big East (2022)
  - turnieju Charleston Classic (2022)
  - BIG EAST Weekly Honor Roll (22.11.2021, 31.01.2022)
- Koszykarz tygodnia:
  - NCAA (Naismith Men's Player of the Week – 24.01.2022)
  - konferencji Big East (24.01.2022, 7.03.2022)
- Najlepszy pierwszoroczny zawodnik tygodnia konferencji Big East (7.12.2020)